# Johann Gottfried Ludwig Kosegarten
Johann Gottfried Ludwig Kosegarten (10 de septiembre de 1792 - 18 de agosto d 1860) fue un orientalista alemán, nacido en Altenkirchen en la isla de Rügen. Era hijo del clérigo Ludwig Gotthard Kosegarten (1758-1818).
Estudió teología y filosofía en la Universidad de Greifswald, y desde 1812 estudió lenguas orientales en París. De 1817 a 1824 fue profesor de lenguas orientales en la Universidad de Jena, y después catedrático en Greifswald.
Kosegarten tradujo y editó poemas, canciones, fábulas y otros textos del árabe, persa y sánscrito. Entre sus trabajos más famosos están la colección de cantos árabe Kitab al Aghani (1846), el poema hindú Nala (1820), la colección de fábulas persas Tuti Nameh (1822) y la colección de fábulas de la India Panchatantra (1848). También era especialista en la traducción de jeroglíficos.